# Ataque incendiario contra Kyoto Animation
El ataque incendiario contra Kyoto Animation (京都アニメーション放火殺人事件 Kyōto Animēshon hōka satsujin jiken?) fue un incendio provocado ocurrido el 18 de julio de 2019, que tuvo como blanco el edificio del estudio 1 de Kyoto Animation, en Kioto. Poco después de las 10:30 hora local (UTC+9), Shinji Aoba (青葉 真司  Aoba Shinji?), un hombre de 41 años quien no estaba relacionado con el estudio, entró por la puerta principal, bloqueó las salidas de emergencia y vertió gasolina dentro de las oficinas así como también roció el líquido en algunos de los empleados, generando una explosión. Aoba huyó después de iniciar el incendio, pero fue perseguido por un empleado de Kyoto Animation y la policía lo capturó.
Como consecuencia, 36 personas fueron asesinadas y otras 34 resultaron heridas y hospitalizadas. Es la mayor masacre en la historia criminal japonesa desde el fin de la Segunda Guerra Mundial y el incendio más mortal en la historia del país desde el incendio del edificio Myojo 56 en 2001.
Fue acusado formalmente el 16 de diciembre de 2020. Aoba finalmente se declaró culpable de los cargos el 5 de septiembre de 2023 y fue condenado a muerte el 25 de enero de 2024.

## Antecedentes
Kyoto Animation Co., Ltd. (株式会社京都アニメーション Kabushiki-gaisha Kyōto Animēshon?), abreviado como KyoAni (京アニ?) es un estudio de animación japonesa y un editor de novelas ligeras cual fue formada en Uji, Prefectura de Kioto, Japón. Tiene varios estudios en la ciudad. El Estudio 1 se ubicó en Fushimi, el Estudio 2 (la oficina central de KyoAni), el Estudio 5, y la división de desarrollo de mercancías se ubicó en Uji, a una estación de tren de distancia del Estudio 1. El Estudio 1 fue usado frecuentemente por los jefes de personal de la empresa, y sólo recientemente se había inaugurado en 2015.

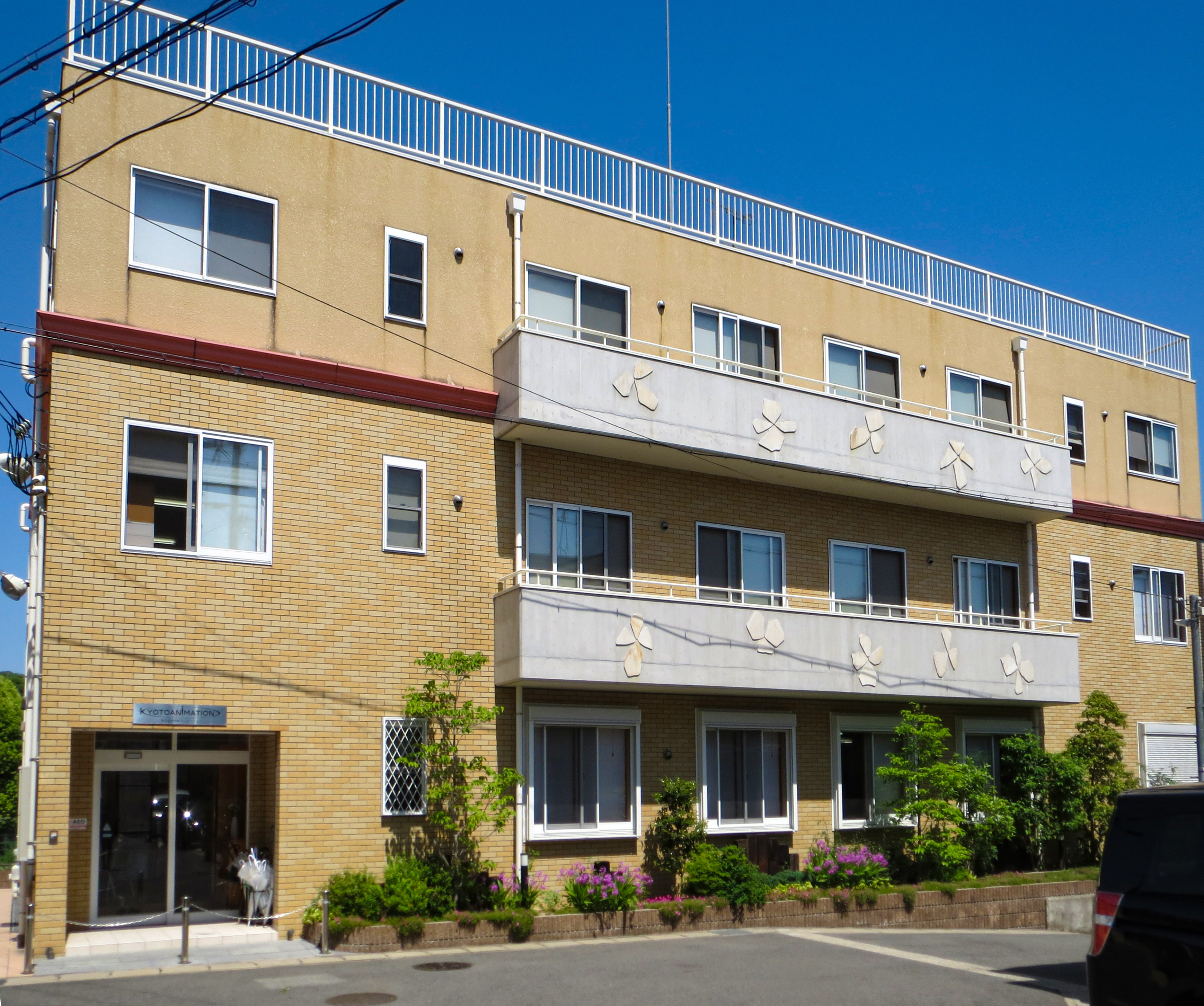
Edificio del estudio 1 antes del incendio (mayo de 2015).

Unas semanas antes del ataque, Kyoto Animation había recibido una oleada repentina de amenazas de muerte. El presidente de la empresa, Hideaki Hatta, comentó diciendo que era desconocido si se refería al incidente, como los mensajes fueron enviados anónimamente. A pesar de todo, había avisado a la policía y a sus abogados sobre los ataques. Las puertas del estudio por lo general estaban bloqueados por la seguridad, pero estaban abiertos para los visitantes esa mañana.

## Incidente

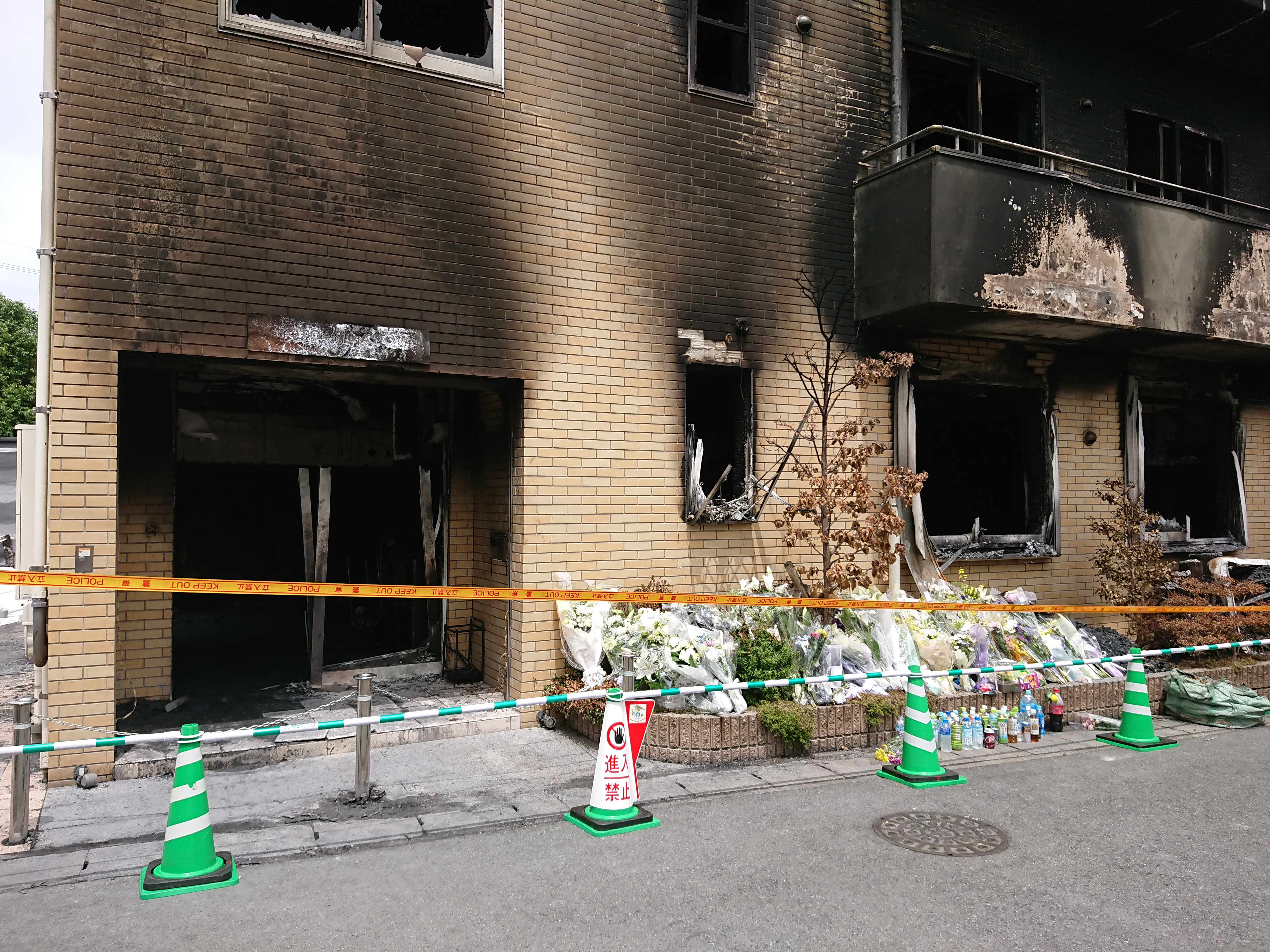
Entrada principal del edificio 1 de Kyoto Animation tras el incendio; en la imagen se aprecian arreglos florales y tributos en memoria de los fallecidos.

El incendio comenzó alrededor de las 10:30 JST (01:30 UTC) cuando el perpetrador entró en el edificio 1 del estudio y prendió fuego al edificio con 40 litros de gasolina gritando «死ね!» (¡morid!) según testigos. El ataque ocurrió durante una reunión con personas de otra empresa. Las dos salidas de emergencia fueron presuntamente bloqueadas, como algunas personas corrieron hacia la salida central, el perpetrador vertió gasolina en ellos, haciendo que salgan corriendo a la calle en llamas al momento del incendio. La policía cree que la combinación del aire con las llamas fue lo que ocasionó la explosión.[cita requerida]
A medida que el incendio creció, las personas quedaron atrapadas dentro del edificio en un intento de escapar de las llamas. 19 cadáveres fueron encontrados en el tercer piso alrededor de las escaleras al techo. Murieron mientras estaban escapando. El perpetrador rápidamente huyó de la escena y fue perseguido por un empleado de Kyoto Animation y finalmente fue aprehendido por la policía en la estación de trenes de Rokujizō a cien metros de distancia del lugar. Varios cuchillos sin usar fueron encontradas en la escena. Otra persona falleció mientras era atendida por el personal médico al día siguiente.
El incendio fue apagado a las 15:19 JST (06:19 UTC). Una vez que los esfuerzos de rescate había terminado, NHK News confirmó que todas las personas y los cadáveres conocidos se contabilizaron.
A las 22:00 JST (13:00 UTC), la Agencia de Gestión de Incendios y Desastres publicó su reportaje que el edificio fue completamente destruido por el incendio. El edificio también se observa que no ha tenido deficiencias en el cumplimiento de la seguridad contra incendios durante su última inspección el 17 de octubre de 2018.

## Víctimas
Como consecuencia, 36 personas murieron y 34 más fueron heridas. Se sabe hasta ahora que 73 personas estuvieron dentro el edificio en el momento del incendio.
28 de los fallecidos murieron por intoxicación por monóxido de carbono, 6 más murieron resultado de sus quemaduras y tres más fallecieron mientras estaban siendo atendidos en el hospital. Se reportó que dos tercios de las víctimas fatales eran mujeres que trabajaban en el estudio, ya que Kyoto Animation es conocido por contratar a mujeres en casi todos sus puestos de animación. 
De acuerdo con el Ministerio de Relaciones Exteriores de Corea del Sur, una de las víctimas heridas era una mujer surcoreana. 
35 personas resultaron heridas en el incendio, diez de ellas en estado crítico. En octubre falleció uno de los heridos de gravedad bajo observación, lo que elevó la cifra de víctimas a 36 personas.

## Perpetrador
Shinji Aoba, un hombre de 41 años, fue identificado como el sospechoso. Después de ser aprehendido por la policía, Aoba fue llevado al hospital con quemaduras graves en las piernas, el pecho y la cara. Durante su transporte al hospital admitió iniciar el incendio y acusó al estudio de estar «plagiando» (パクリ やがって) sus novelas. Las autoridades no pudieron interrogarlo más, ya que sus heridas están siendo tratadas actualmente en el hospital, y está bajo sedación. El proceso de interrogación deberá comenzar cuando se despierte.
Se informó que Aoba había sufrido una enfermedad mental y tenía antecedentes penales antes del incidente. En 2012, supuestamente robó una tienda de conveniencia con un cuchillo en Ibaraki y luego fue encarcelado durante tres años y medio. El hecho de que sufra de enfermedades mentales podría limitaría su sentencia a cadena perpetua, estrategia que su defensa tomó tras su condena.
En cuanto a la supuesta novela entregada por Aoba, el estudio reconoció haber recibido un borrador escrito por él, pero que el mismo no había pasado la primera etapa de evaluación debido a su calidad y fue descartada rápidamente, asegurando que el plagio sería muy improbable ya que la historia que escribió no recibió la suficiente atención dentro del estudio. La policía no encontró material que sea acorde a las declaraciones sobre plagio hechas por Aoba.
Según Aoba, las siguientes escenas fueron "plagiadas" de su novela:
- En el anime Free!, se puede ver una pancarta de la escuela que dice "El club de natación avanza al torneo regional" ondeando al viento, y debajo se puede ver una pancarta del club de judo. La novela de Aoba tiene escenas de pancartas con mensajes, pero ninguna parecida a la escena citada.
- En Tsurune, cuando un personaje pone carne en su carrito de compras, otro personaje encuentra carne con un 20% de descuento. En la novela de Aoba, hay una escena donde la que la heroína compra platos delicatessen con un 50% de descuento.
- En K-On!, un personaje le dice a otro "Repetí el año". En la novela de Aoba, hay una escena en la que un profesor le dice a un chico de secundaria: "Si continúas así, repetirás el año".

## Reacciones
Después del incendio, la licenciante estadounidense de anime Sentai Filmworks lanzó una campaña de recaudación de fondos en GoFundMe. Con un objetivo de 750 000 dólares estadounidenses, ha superado la marca de donación de un millón en las primeras 24 horas.
Los aficionados también han llevado a la tienda digital japonesa de Kyoto Animation para contribuir directamente mediante la compra de imágenes descargables de alta resolución, ya que no requieren personal para enviarlas. Animate, un importante minorista japonés de anime, videojuegos y manga, está recibiendo donaciones en todas sus tiendas para apoyar a las víctimas.
Numerosas personas relacionadas con la industria expresaron preocupación, como el animador y cineasta Makoto Shinkai.
El primer ministro japonés Shinzō Abe, el primer ministro canadiense Justin Trudeau la presidenta de la República de China (Taiwán) Tsai Ing-wen, y las embajadas de China, Francia y Filipinas en Japón expresaron palabras de condolencia.
El presidente de la compañía Hideaki Hatta mencionó que planea demoler los restos del estudio para construir un parque con un monumento pensando en el personal y en los lugareños.
A raíz del ataque, Japón implemento una nueva ley en el país en la que cada ciudadano antes de comprar gasolina en litros o envases deberá entregar su identificación y dar motivos de su compra al vendedor.